# 신소설
신소설(新小說)은 한국에서 19세기 말에서 20세기 초에 걸쳐 성행한 소설 문학의 한 종류이다. 고전소설과 현대소설의 징검다리 역할을 한다. 개화기소설(開化期小説)이라고 부르는 경우도 있다.

## 개념
갑오개혁 이후 개화·계몽기를 배경으로 해서 이루어진 소설이 바로 신소설인데, 이것은 근대적인 신문학을 대표하는 문학 양식이라고 할 수 있다. 신소설은 재래의 구소설, 즉 고전소설에 대하여 새로운 소설이란 뜻으로 그 명칭이 쓰였으며, 문학사적으로 《구운몽》, 《춘향전》 등의 구소설과 이광수의 무정 이후 현대소설과의 중간에 위치하는 과도기적인 소설을 가리키는 말이다. 갑오경장 이후 개화기에는 신구의 대립 관념이 비단 소설뿐 아니라 각 분야에 파급되었다. 즉 시조·신체시, 구파(舊派)·구극(舊劇) 등 재래의 연극에 대한 신파(新派)·신극(新劇) 등으로 대조되었는데, 신소설의 명칭도 이렇게 새로운 것을 찾는 시대적 요구에 의해 불린 듯하다. 따라서 신문학 초창기에 오래된 것에 대하여 새롭다는 뜻으로 사용된 신소설이란 개념은 어떤 뚜렷한 정의를 내포했다기보다는 막연히 신구의 대립 관념이 선행된 명칭이었다. 이 신소설이란 명칭은 이인직의 《혈(血)의 누(淚)》에서 처음으로 사용된 후 1906년 즈음부터 1916년 무렵까지 총작품 무려 3백여 종이 출판되었다. 
신소설은 1917년 《무정》이 나온 이후에도 계속 출판되어 그 배경의 폭을 넓힌다면 갑오경장부터 3·1 운동까지 약 20년 내외에 해당하며, 그 속에는 구소설을 개작한 것도 있고, 일본 작품을 번안한 것도 포함된다. 이 신소설은 이른바 ‘이야기 책’으로 불리는 구소설과 서구적인 소설의 체제를 거의 갖춘 《창조(創造)》지 이후의 현대소설과의 중간단계에 위치하는 한국 문학의 특수한 소설 양식이라 할 수 있다. 소설사적으로 보아 봉건사회의 구소설, 개화기의 신소설, 현대의 현대소설로 발전적인 계보를 형성하게 되며, 이 신소설은 계몽의 문학으로서 개화사조를 그대로 반영하고 있다.

## 주제와 특색
신소설은 개화·계몽기라는 과도기적인 시대를 배경으로 하고 있는 만큼 그 성격으로 보아 하나의 계몽소설이었다. 그 공통된 주제는 개화의 선구적 의식을 계몽하고, 그 실천을 강조하는 면에서 취재되었고, 그 특색은 구소설에서 완전히 탈피한 근대적 소설이라기보다 봉건적 요소와 근대적 요소를 함께 지니고 있다. 즉 신소설은 그 주제에서 정치소설이라는 부제가 붙을 정도로 서구적인 새로운 국가관에 의한 자주독립, 신교육의 필요성, 계급타파와 평등사상, 여권(女權) 존중 및 자유결혼 그리고 자아각성에 의한 새로운 문화에 대한 동경과 현실 고발 등이 다루어졌다. 그 소재 및 배경은 거의 개화기로서 현실 속에서 취재했고, 등장인물의 대부분은 당시의 현실적인 인물 또는 새시대가 요구하는 이상형의 인물을 설정하여, 그 시대상과 시대의식을 반영했다. 서구의 근대의식이 지니는 중요한 특징으로는 인간의 존엄성과 인권, 자유와 평등이 핵심을 이루는 만큼, 개화사조 또한 이러한 시대의식을 나타내어 신소설은 필연적으로 계몽성을 수반하게 되었다고 할 수 있다. 
앞에 든 신소설의 주제 중 신교육은 개화기 시대의식의 핵심을 이루어 신소설에 있어서 각 작품에 거의 공통적인 주제로 다루어졌는데, 특히 이인직의 《혈의 누》, 《치악산(雉岳山)》, 《은세계(銀世界)》, 이해조의 《춘외춘(春外春)》, 최찬식의 《안(雁)의 성(聲)》, 《추월색(秋月色)》 등 많은 작품에 나타나 있다. 자주독립의 사상은 《혈의 누》, 이해조의 《자유종(自由鍾)》 등에 강하게 나타났고, 계급타파는 봉건적인 천민계급인 비복(婢僕)의 속량(贖良)을 비롯하여 반상(班常)의 철폐 등으로 다루어져 《귀(鬼)의 성(聲)》, 《치악산》, 《자유종》 등에 나타났다. 《자유종》에 반영된 여권 존중 사상을 비롯하여, 《혈의 누》, 《추월색》, 《안의 성》, 《춘외춘》, 《홍도화(紅桃花)》 등에는 남녀의 자유의사에 의한 애정문제·조혼폐지·과부의 재혼 등 자유결혼의 사상이 반영되었다. 평민의식과 자아각성에 의한 현실고발은 《은세계》, 《귀의 성》, 《자유종》 등에 나타났고, 《치악산》, 《구마검(驅魔劍)》 등에서는 민간의 기존 폐습인 미신타파를 주장했다. 그러나 신소설은 어떤 하나의 주제를 일관성 있게 처리한 것이 아니라 여러 가지 관념적인 개화기의 시대의식을 종합적으로 반영한 것이 그 특색이라 할 수 있다.

## 표현형식
개화기라는 새시대가 요구하는 주제와 인물을 등장시켰다는 점에서 그 주제의 진보성과 등장 인물의 현실성은 대부분의 신소설 작품에 공통되는 것이다. 대부분의 구소설이 서두가 ‘대명년간(大明年間)’이나 ‘화설 중고’식으로 시작하여, 중국에 무대를 설정하거나 막연한 과거시대에서 취재하고, 가공의 인물을 등장시켜 비현실적인 사건을 진행시킨 데 비하면, 신소설은 주제의 현대화와 등장인물의 현실성으로 획기적인 진전을 본 것이라고 할 수 있다. 그러나 작품의 허구적 구성에도 불구하고, 여전히 권선징악을 내세우고 있다는 점, 우연성이 남발되고, 성격과 심리가 거세되었으며, 묘사의 추상성으로 인하여 구소설의 결함을 완전히 벗어나지 못했다. 그러나 그 표현 형식 면에서 볼 때 신소설은 고전소설에 비하여 언문일치에 접근했고, 장면이나 사건의 세밀한 묘사 형식을 채택했다. 특히 작품의 첫머리에 ‘화설·대명년간’식의 천편일률적인 유형에서 벗어나, 자유롭게 그 서두를 시작, 작품을 이끌어 나갔다는 점은 문장 면에서 일대 개혁이었다. 
구소설과 신소설의 서두를 예로 들면 다음과 같다. (1) 구소설(완판본 《춘향전》) ― 숙종대왕 즉위 초에 성덕이 너부시사 성자성손은 계계 승승하고 금고옥적은 요순 시절이요, 의관문물은 우탕의 버금이라. 좌우보필은 주석지신이요, 용왕 호위난 간성지장이라. (2) 신소설(《혈의 누》) ― 청일 전쟁의 총소리난 평양 일경이 떠나가난 듯하더니 그 총소리가 끝이매 사람의 자취난 끊어지고 산과 들에 비린 티끌뿐이라. 이 《춘향전》과 《혈의 누》의 서두를 비교해 볼 때, 신소설이 보여주는 묘사의 참신성, 구소설의 한문투에서 벗어난 자유로운 일상 용어, 언문일치의 문장은 일대 우리 소설의 혁신이요 진보였다. 그러나 신소설의 문장은 아직도 현대소설에 비해 묘사보다 설명에 치중했고, 어휘 선택이나 설득력이 미숙하며, 특히 종결어미에 있어 ‘-더라·이라·러라’ 등 고전소설의 타성이 그대로 남아 있고, 내용 면에서도 우연성과 권선징악의 목적의식과 더불어 신소설을 봉건적 요소와 근대적 요소를 함께 지닌 과도기적인 문학 양식으로 그 존재성을 규정짓게 했다.

## 작가와 작품

### 이인직
《혈의 누》(1906년), 《귀의 성》, 《치악산》, 《은세계》, 《모란봉》등

### 이해조
《빈상설》, 《구마검》, 《자유종》

### 최찬식
《추월색》

### 안국선
《금수회의록》(1908년)

### 공진회(共進會)
1915년에 간행된 한국 최초의 근대적 단편집. 《공진회》란 하나의 작품명이 아니고 단편집의 명칭이며, 그 속에 〈인력거꾼(人力車軍)〉, 〈기생(妓生)〉, 〈시골노인 이야기〉 등 3편의 단편이 수록되어 있다. 〈기생〉에서는 여성의 순정과 절개가 강조되어 있고, 〈인력거꾼〉에서는 하층계급의 생활 속에서 근로와 금주 치부설(禁酒致富說)을 주장했고, 〈시골노인 이야기〉는 동학 농민 운동을 전후한 시기의 부패정치를 그린 작품이다. 이 세 작품의 공통적인 특징은 교훈적인 목적의식을 강조하고 있다는 점이다.

### 김교제
김교제(金敎濟, 생몰연대 미상)는 이인직이 상권만 쓴 《치악산》의 하권을 1911년에 써서 완성했다. 그 밖에 《모란화》, 《지장보살(地藏菩薩)》, 《현미경(顯微鏡)》, 《비행선(飛行船)》, 《경중화》 등의 작품을 발표했다.

## 같이 보기
- 한국의 문학